# Alessandro Pezzatini
Alessandro Pezzatini (* 25. August 1957 in Fiesole) ist ein ehemaliger italienischer Leichtathlet, der im Gehen erfolgreich war.

## Sportliche Karriere
Alessandro Pezzatini startete für Fiamme Gialle, die Sportgruppe der Guardia di Finanza. Er wurde von 1981 bis 1983 dreimal in Folge italienischer Hallenmeister im 5000-Meter Bahngehen.
Bei den Europameisterschaften 1978 in Prag traten für Italien drei Geher über 20 Kilometer an. Maurizio Damilano belegte den sechsten Platz, Roberto Buccione wurde Achter und Pezzatini Zwölfter.
Im März 1982 bei den Halleneuropameisterschaften in Mailand siegte Maurizio Damilano vor Carlo Mattioli, Dritter wurde der Österreicher Martin Toporek mit acht Sekunden Vorsprung vor Alessandro Pezzatini. Sechs Monate später bei den Europameisterschaften in Athen wurde Damilano disqualifiziert. Pezzatini kam als Fünfter und Mattioli als Sechster in die Wertung. Pezzatini hatte 26 Sekunden Rückstand auf den Drittplatzierten.
Im August 1983 bei den Weltmeisterschaften in Helsinki kamen alle drei Italiener in die Wertung. Damilano wurde 7., Mattioli 18. und Pezzatini erreichte als 24. das Ziel. Ein Jahr später bei den Olympischen Spielen 1984 in Los Angeles erkämpfte Damilano die Bronzemedaille mit anderthalb Sekunden Vorsprung vor Mattioli, der als Fünfter das Ziel erreichte. Pezzatini kam auf den 28. Platz.

## Bestzeiten
- 20 km Straßengehen: 1:20:18 Stunden, 13. Mai 1984 in Piacenza
- 5000 Meter Bahngehen (Halle): 19:39,95 Minuten, 22. Februar 1984 in Turin